# Echinargus martha
Echinargus martha är en fjärilsart som beskrevs av Paul Dognin 1888. Echinargus martha ingår i släktet Echinargus och familjen juvelvingar. Inga underarter finns listade i Catalogue of Life.